# Sarawin Saengra
Sarawin Saengra (thailändisch ศราวิน แสงรา; * 9. September 1997 in Khon Kaen) ist ein thailändischer Fußballspieler.

## Karriere
Sarawin Saengra spielte bis Mitte 2020 beim Khon Kaen FC. Der Verein aus Khon Kaen spielte in der zweithöchsten Liga des Landes, der Thai League 2. Für Khon Kaen stand er 32-mal in der zweiten Liga auf dem Spielfeld. Mitte 2020 wechselte er nach Pathum Thani zum Erstligisten BG Pathum United FC. Nach einer überragenden Saison 2020/21 wurde BG am 24. Spieltag mit 19 Punkten Vorsprung thailändischer Fußballmeister. Zur Saison 2021/22 wechselte er zum Zweitligaaufsteiger Raj-Pracha FC. Für den Hauptstadtverein absolvierte er neun Zweitligaspiele. Im Dezember 2021 unterschrieb er einen Vertrag beim Ligakonkurrenten Chiangmai FC. Am Ende der Saison 2023/24 belegte er mit dem Klub den vierten Tabellenplatz und qualifizierte sich somit für die Aufstiegsspiele zur ersten Liga. Hier konnte man sich jedoch nicht durchsetzen. Nach 33 Ligaspielen wechselte er im Sommer 2024 zu dem in der North/Eastern Region spielenden Drittligisten Khon Kaen FC.

## Erfolge
BG Pathum United FC
- Thai League: 2020/21